# Clytus planifrons
Clytus planifrons là một loài bọ cánh cứng trong họ Cerambycidae.